# Harry Donenfeld
Harry Donenfeld, né le 17 octobre 1893 à Iași en Roumanie et mort le 26 février 1965, était un éditeur de comics. Avec Jack Liebowitz il fut propriétaire de DC Comics de 1937 à sa mort.

## Biographie
Harry Donenfeld naît en 1893 en Roumanie. Né d'une famille juive, ses parents s'installent aux États-Unis alors qu'il est encore enfant et il grandit à New York. Ses frères fondent une imprimerie mais il préfère ne pas les rejoindre et se lance dans l'édition à la fin des années 1920. Auparavant, il a eu plusieurs métiers dont propriétaire de magasin de vêtements et durant la période de la prohibition il est en relation avec des gangsters. En 1923, il rachète l'imprimerie de ses frères et la renomme Donny Press. Quelque temps plus tard il engage Jack S. Liebowitz. Ensemble ils décident en août 1929 de fonder une maison d'édition nommée Irwin Publishing qui publie des pulps érotiques et les revues érotiques. En 1932, la société d'édition et de distribution Eastern Distributing est en faillite. Or le propriétaire de cette société Paul H. Sampliner doit 30 000 $ à Donenfeld. En effet celui-ci, avec sa société Donny Press imprimait les revues de Sampliner avant qu'il fonde Eastern. Par ailleurs Eastern diffusait les revues de Donenfeld. Sampliner et Donenfeld s'accordent alors pour fonder une nouvelle société de diffusion Independent News. Deux autres associés participent à cette création : Irving, le frère de Harry et Jack Liebowitz. Donenfeld peut donc publier ses magazines, grâce à Merwil Publishing Compagny, qu'il dirige avec son frère, les imprimer et les distribuer. Les pulps qui sont publiés sont surtout des revues érotiques (La Paree, Gay Parisienne, Pep Stories, Spicy Stories et Snappy Magazine).  La société se développe et diffuse les magazines d'autres éditeurs dont DC Comics et National Allied Publications dirigées par le major Malcolm Wheeler-Nicholson. Les sociétés de Wheeler-Nicholson connaissent des difficultés financières et pour payer ses dettes le major vend DC Comics et National Allied Publications à Donenfeld et Liebowitz. Sous leur direction les sociétés se redressent et en 1938 ils acceptent de publier les aventures de Superman dans le premier numéro d'Action Comics. Le succès du premier super-héros assure la stabilité financière de DC Comics.
En 1943, Donenfeld soutient son ami Benjamin W. Sangor (en) lorsque celui-ci fonde la maison d'édition spécialisée en comics American Comics Group. Donenfeld en devient ensuite le propriétaire. En 1962, il fait une très grave chute dont il ne se remet pas. Il meurt en 1965.